# Horst Symanowski
Horst Symanowski (* 8. September 1911 in Nikolaiken, Ostpreußen; † 13. März 2009 in Mainz) war ein deutscher evangelischer Pfarrer, Mitglied der Bekennenden Kirche (BK) und Widerstandskämpfer gegen den Nationalsozialismus.

## Leben
Symanowski entstammte einer bildungsbürgerlichen Familie von Pfarrern und Lehrern. Nach der Erlangung seiner Hochschulreife studierte er ab 1932 in Königsberg Evangelische Theologie. Kurz nach der „Machtergreifung“ der NSDAP 1933 wurde er Mitglied der Bekennenden Kirche. Er beteiligte sich als Pfarrer an den Fürbittgottesdiensten für verhaftete BK-Mitglieder. 1937 wurde er erstmals wegen der Verbreitung solcher Namenslisten acht Wochen lang von der Gestapo inhaftiert. Es folgten noch zwei weitere Verhaftungen. Nach seiner dritten Inhaftierung riet ihm die Leitung der BK, sich zu einer militärischen Übung zu melden. Durch diese Wehrübung konnte er als „Grenzland-Bewohner“ seine Tätigkeit im Widerstand tarnen. Doch dann wurde er zum Fronteinsatz weiter geschickt. 1941 erlitt er in der Sowjetunion eine schwere Verwundung, und nach seiner Wiederherstellung wurde er 1942 als „nicht kriegsverwendungsfähig“ aus der Wehrmacht entlassen. Diese Kriegserfahrungen hatten aus ihm nun auch einen überzeugten Kriegsgegner werden lassen. Als „illegaler Pfarrer“ der BK wurde er von der Gossner Mission zur Betreuung evakuierter Berliner Kinder verwendet, die in Ostpreußen vor dem Bombenkrieg geschützt werden sollten. So wurde er zur Verbindungsperson zwischen Orten in Ostpreußen und der Reichshauptstadt. Auf diese Weise gelang es ihm auch, etliche ausgebombte Juden aus ihren Verstecken nach Ostpreußen zu schleusen und hier heimlich unterzubringen. Die Familie Symanowski brachte eine jüdische Familie unter Lebensgefahr in der eigenen Wohnung unter.
1945 wurde Symanowski mit seiner Familie aus Gemeinde und Heimat vertrieben. 1948 entsandte ihn die Gossner Mission nach Mainz, wo er in Zusammenarbeit mit dem Lehrstuhl für Missionswissenschaft an der Universität eine Zweigstelle gründen sollte. Symanowski aber sah seine missionarische Aufgabe weniger in fernen Kontinenten als vielmehr in der den Kirchen entfremdeten Arbeiterschaft. So arbeitete er selbst für sechs Monate in einem Zementwerk als Hilfsarbeiter und Arbeiterpfarrer und setzte sich dort für die Mitbestimmung der Arbeiter in ihrem Betrieb ein. Das brachte ihm die Entlassung durch den Unternehmer ein. Das von ihm geleitete Studentenheim in Mainz-Kastel öffnete er auch für Lehrlinge und machte es zu einem Zentrum der Begegnung von Kirche und Arbeitswelt. Nachdem er 1955 sein Konzept auf der EKD-Synode in Espelkamp vorstellen konnte, wurde in Kastel das „Seminar für kirchlichen Dienst in der Industriegesellschaft“ gegründet, in dem Theologen und Pfarrer mit der Welt der Arbeit vertraut gemacht werden sollten. Symanowski wurde als dessen Leiter in den Pfarrerdienst der Evangelischen Kirche in Hessen und Nassau übernommen und wirkte dort auch nach der Verlegung in das rechtsrheinische Mainz 1970 bis zu seiner Pensionierung im Jahr 1974.
Symanowski gehörte zu den wichtigsten Theologen in der kirchlichen Industrie- und Sozialarbeit und war auch über den kirchlichen Bereich hinaus politisch engagiert. Als 1956 die KPD verboten wurde, besuchte der Pfarrer kommunistische Stadträte im Gefängnis und setzte sich für die Wiederzulassung ihrer Partei ein. Er organisierte den ersten Ostermarsch gegen Atomwaffen in Mainz und wurde zum Mitbegründer des Komitees zur Verteidigung der Grundrechte – gegen Berufsverbote. Der Pfarrer wurde vom Verfassungsschutz überwacht. Nach einer Auskunft des rheinland-pfälzischen Innenministers wurden seine Daten mindestens bis 2003 gespeichert. Er gehörte zu den Mitbegründern der Christlichen Friedenskonferenz (CFK), an deren dritter Vorbereitungstagung 1960 und an deren I. Allchristlichen Friedensversammlung (ACFV) er 1961 in Prag teilnahm.
Von 1975 bis 1989 arbeitete Symanowski im Redaktionskreis der kritischen Kirchenzeitschrift Die Stimme der Gemeinde.
Symanowskis Einsatz für verfolgte Juden wurde von der Bremer Historikerin Maria von Borries bekannt gemacht, indem sie eine verfolgte jüdische Familie in den USA aufspürte, die zu den von Symanowski geretteten Juden gehörten.

## Ehrungen
In einer Feierstunde im Mainzer Rathaus wurden Horst Symanowski (und seine 1999 verstorbene Ehefrau Isolde post mortem) am 3. Juli 2003 für ihren Einsatz zur Rettung von Juden durch die Holocaust-Gedenkstätte Yad Vashem zu „Gerechten unter den Völkern“ ernannt.

## Veröffentlichungen
- Gott liebt die Weltlichen. Bechauf, Bielefeld 1956.
- Gegen die Weltfremdheit. Kaiser, München 1960.
  - The Christian Witness in an industrial society. Westminster Press, Philadelphia 1964.
- Wofür produzieren wir eigentlich? Zusammen mit Karl Paul Hensel Pressestelle hessischer Kammern und Verbände, Frankfurt a. M. 1961.
- Die Welt des Arbeiters. Stimme Verl., Frankfurt a. M. 1963; 4. Aufl. 1964.
- (als Hrsg.) Post Bultmann locutum / Bd. 1. Eine Diskussion zwischen Helmut Gollwitzer und Herbert Braun am 13. Februar 1964 in der Johannes-Gutenberg-Universität Mainz am Rhein, 1965, 2. Aufl.
- Die Mitbestimmung am Arbeitsplatz. Pahl-Rugenstein, Köln 1966.
- Kirche und Arbeitsleben: getrennte Welten? Impulstexte aus 1950–2000 und ihre bleibende Herausforderung. LIT, Münster 2005.